# Half leeuw, half mens

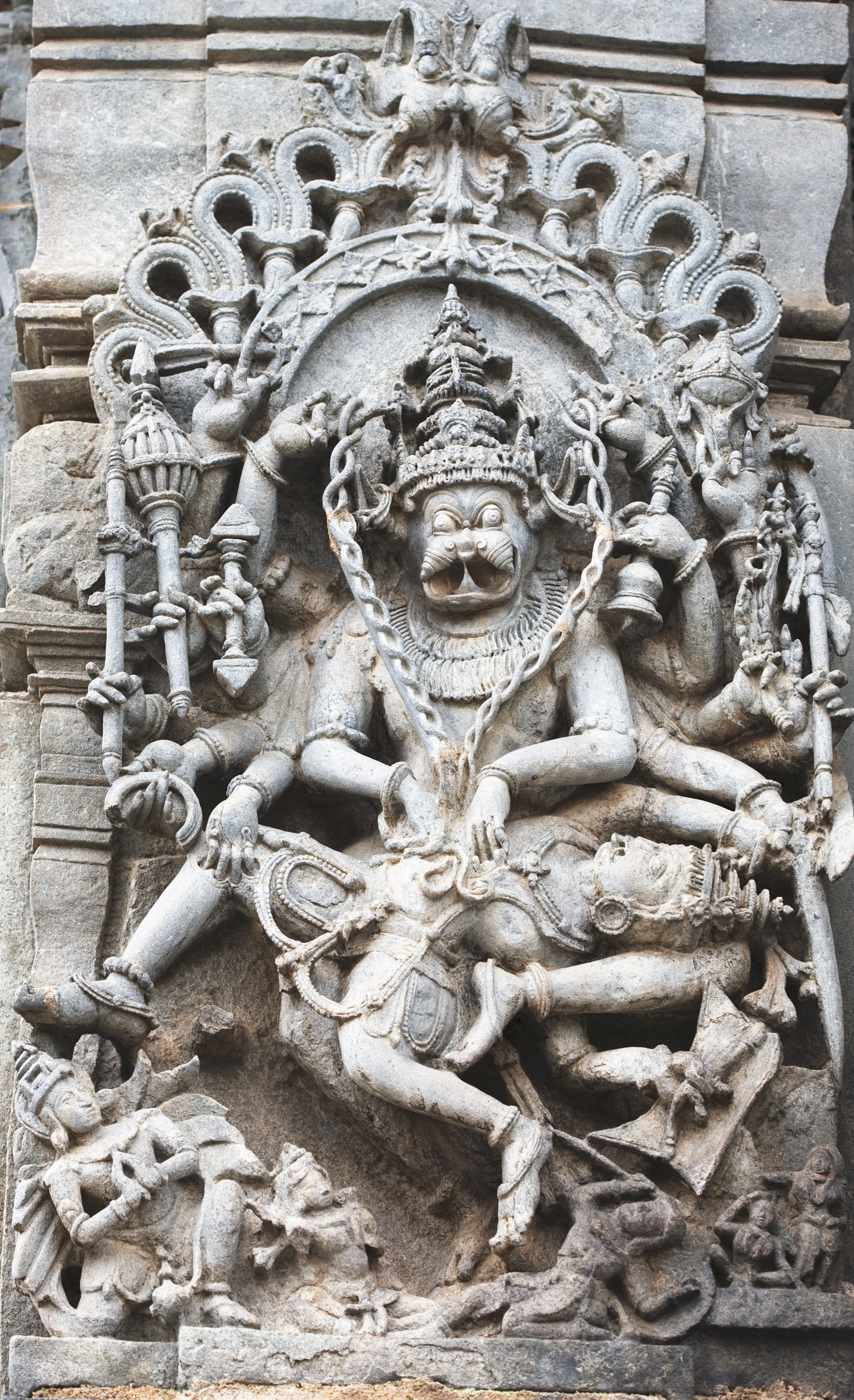
Narasimha doodt Hiranyakasipu

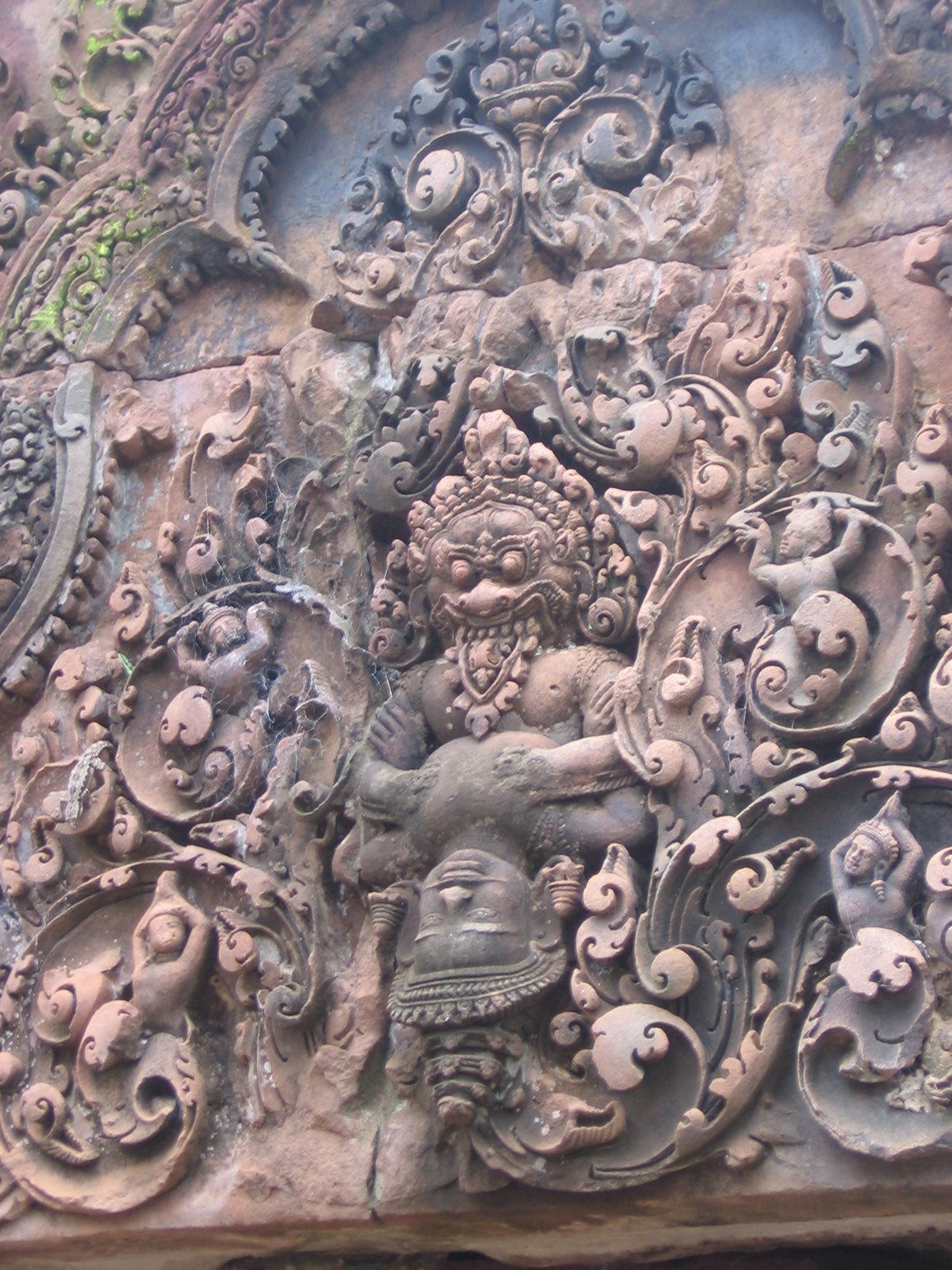
Narasimha doodt Hiranyakasipu

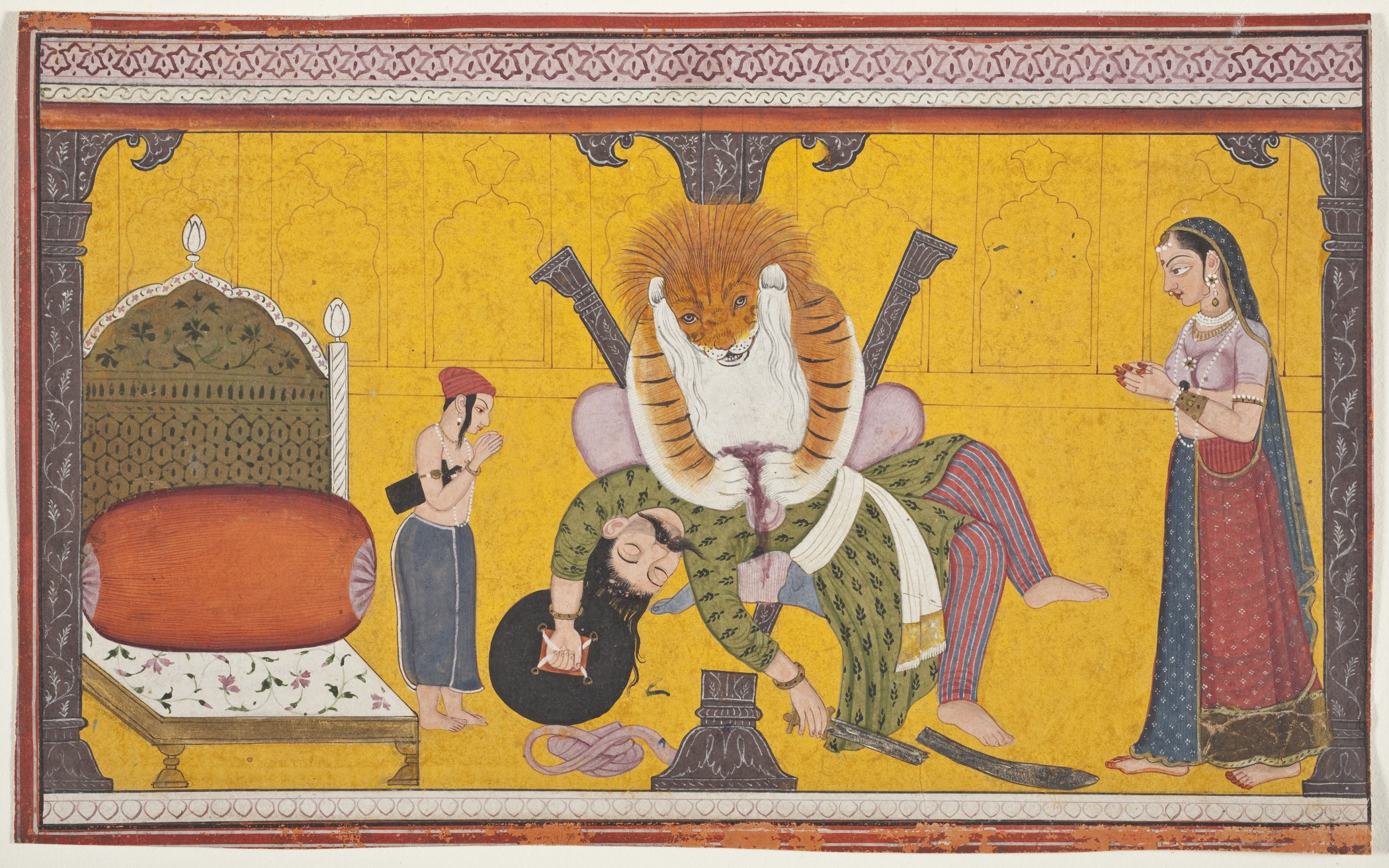
Bhagavata Purana, ca. 1760-1770

Half leeuw, half mens is een volksverhaal uit India.

## Het verhaal
De Asura's trokken ten strijde tegen de goden, ze zijn jaloers omdat ze het onsterfelijkheids-elixer bezitten. Koning Hiranyanetra heerste over de Asura's en werd gedood door Vishnoe in de gedaante van een wild zwijn. Zijn broer Hiranyakasipu hoorde van het overlijden en neemt het leiderschap over en geeft het bevel dood en verderf te zaaien onder de mensen. De goden vluchten uit hemelse oorden en Hiranyakasipu is in de rouw. Hij brengt wateroffers aan de lichaamloze ziel en troost de weduwe. Hij wil heer en meester van de wereld worden en doet aan een extreme vorm van zelfkastijding. Met slechts één grote teen op de grond strekt hij zijn armen boven het hoofd en kijkt naar de hemel. 
De Asura's leiden grote verliezen en de goden heroveren hun plek in de hemel. Door de zelfkastijding ontstaat er een enorme hitte in het lichaam van Hiranyakasipu en overal op de wereld ontstaan grote branden. De lagere hemelen verschroeien en de goden trekken naar de hogere hemel van Brahma. Brahma gaat kijken wat er aan de hand is en Hiranyakasipu maakt een knieval als hij de uit de lotus geboren god ziet naderen. Brahma laat hem een wens doen, om hem te belonen voor de zelfkastijding. Hiranyakasipu wil niet gedood worden door wapens waarmee zijn vijanden slaan of gooien, vallende rotsblokken en bomen mogen hem ook niet hinderen. Ook water, vuur en bliksem mogen hem niet deren en hij wil onkwetsbaar zijn voor zieners, demonen, goden, leermeesters en alle andere wezens die geschapen zijn door Brahma. Dit moet gelden overdag en 's nachts, in de hemel en op aarde, op de grond en in de lucht en vanuit de hoogte en de laagte.
Brahma is erg tevreden en wil dat Hiranyakasipu ophoudt met zelfkastijding. 96 000 jaar lang zullen alle wensen in vervulling gaan. Hiranyakasipu laat zich tot koning kronen en verovert de drie werelden. De goden vluchten weer naar Brahma en Vishnoe wordt te hulp geroepen. Ze gaan naar de oceaan van melk en zien Vishnoe slapen in een bed. Ze wekken hem met lofzangen en stemmen hem gunstig en smeken om hulp. Hij staat op en stuurt de goden naar huis. Vishnoe neemt de gedaante van Narasimha aan en met wijd opengesperde kaken, slagtanden, scherpe nagels en manen die schitteren als duizenden zonnen gaat hij rond zonsondergang naar de stad van de Asura's. Hij verplettert zijn aanvallers en de demonen vluchten in paniek. 
De zoon van Hiranyakasipu, Prahalaad, ziet alles en vraagt waarom de koning van de dieren gekomen is. Hij zegt zijn vader zich te gedragen als een vorst en zich te onderwerpen aan de genade van de onwankelbare. De koning vraagt zijn zoon waarom hij zo bang is en werpt zich in de strijd. Hij gebruikt zwaarden, speren, knotsen, stroppen, haken, vuur en nog meer dingen. Tot in de eeuwigheid vechten ze en er groeien vele armen uit het lichaam van de demon, met elk een zwaard in de hand. Hij valt de leeuw aan en Narasimha grijpt Hiranyakasipu en legt hem over zijn knieën. Hij trekt de ribbenkast uiteen en rukt het hart uit de borst van de Asura. Prahalaad loopt naar de leeuw en valt aan zijn voeten. Narasimha kroont hem tot koning en verdwijnt in het niets. 
Vishnoe vertelt in de hemel dat Hiranyakasipu is vernietigd en iedereen is erg verheugd, ze buigen voor de god en keren naar huis terug.

## Achtergronden
- Het verhaal is een bewerking van een episode uit de Vishnupurana, een werk in Sanskriet uit de tweede eeuw.
- De Purana is een genre dat het wel en wee van de goden beschrijft.
- De Asura's zijn een soort demonen. Net als de Deva's, naga's en mensen zijn ze kinderen van Kasyapa.
- In een volksversie van het verhaal heet de hoofdpersoon Prahalaad en is de zoon van Hiranyakasipu. De demonenkoning heet Harnakas.
- Hiranyakasipu is onsterfelijk voor alle wezens die Brahma heeft geschapen. Vishnoe kan hem doden in de vorm van Narasimha, omdat hij mens noch dier is. Hij heeft zichzelf geschapen en is geen creatie van Brahma.
- Tijdens de schemering is het niet dag of nacht. Op schoot van Narashimha bevindt Hiranyakasipu zich niet op aarde en niet in de lucht.
- De overwinning op de demonenkoning wordt gevierd tijdens het lentefeest Holi-Phagwa.
- Zie ook De heks Holika.

## Afbeeldingen

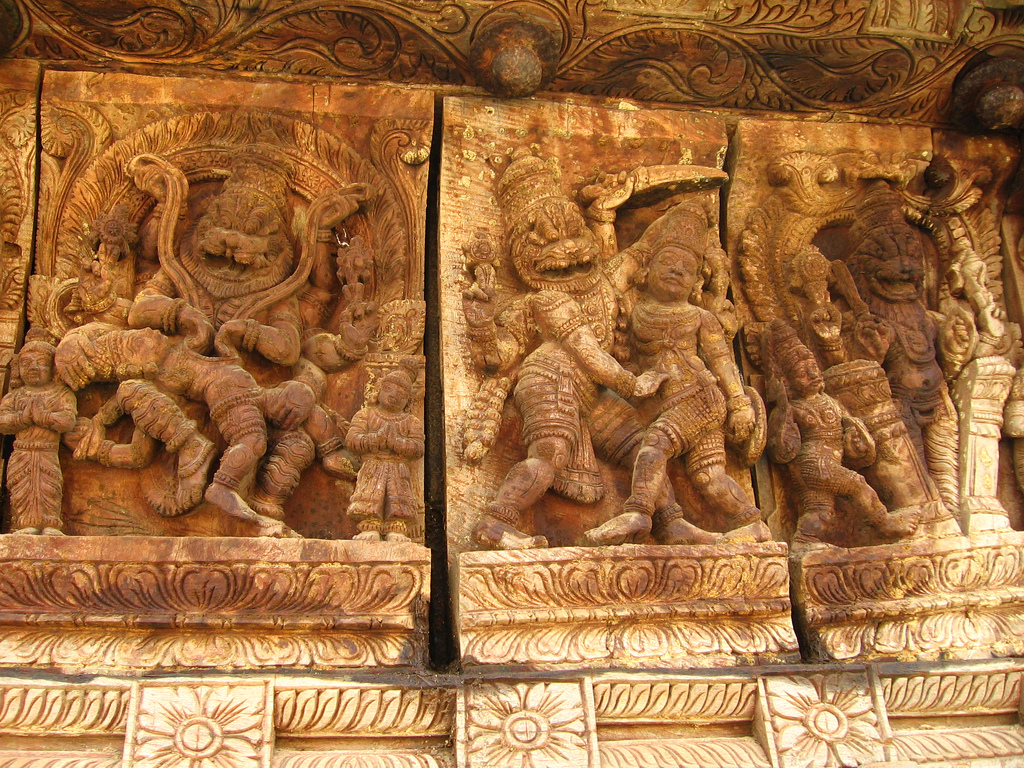
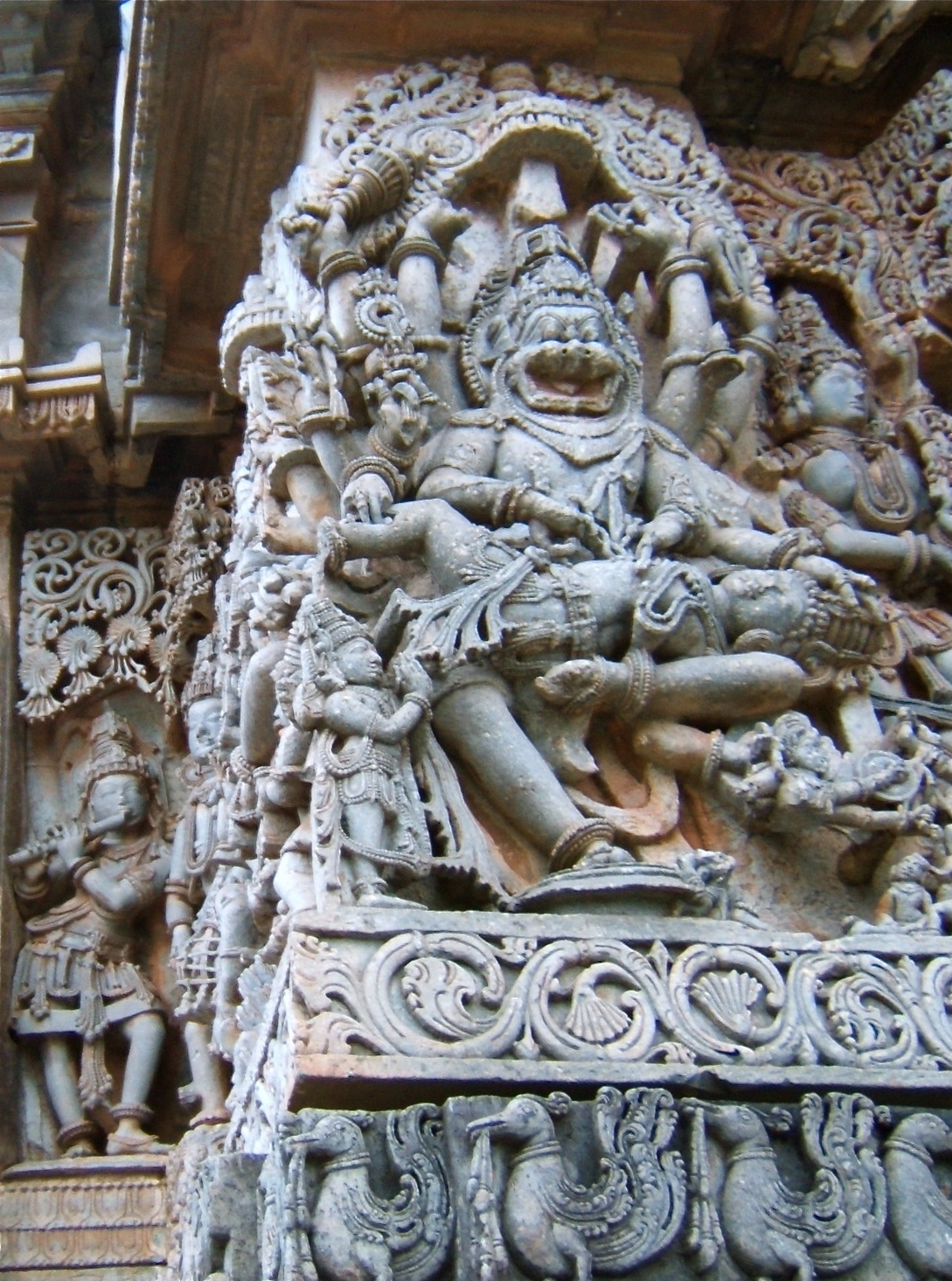
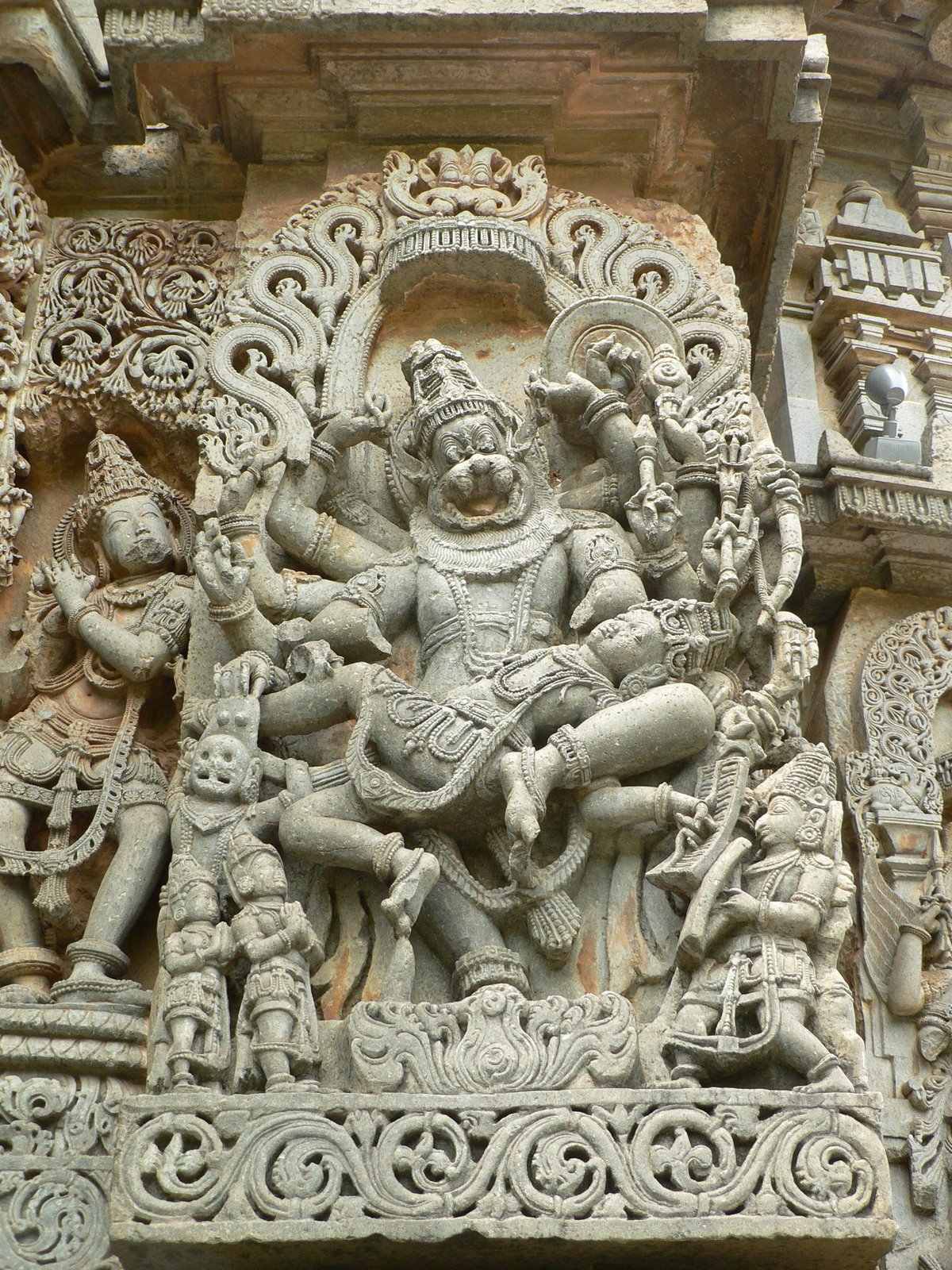
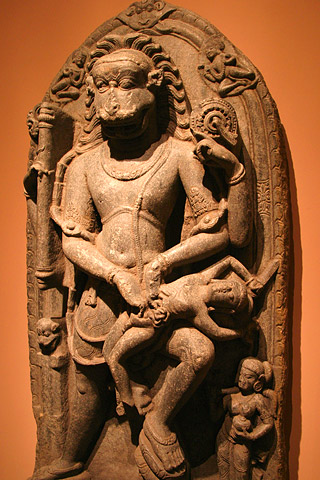